# Neopleustes pulchellus
Neopleustes pulchellus is een vlokreeftensoort uit de familie van de Pleustidae. De wetenschappelijke naam van de soort is voor het eerst geldig gepubliceerd in 1846 door Kroyer.